# Марцинконис
Марцинконис (лит. Marcinkonys) — деревня в Литве, расположенная в Варенском районе Алитусского уезда. Одна из крупнейших по площади (143 га) в стране. Центр сельского туризма, имеет одноимённую железнодорожную станцию. По состоянию на 2011 год в деревне проживало 640 человек.

## История

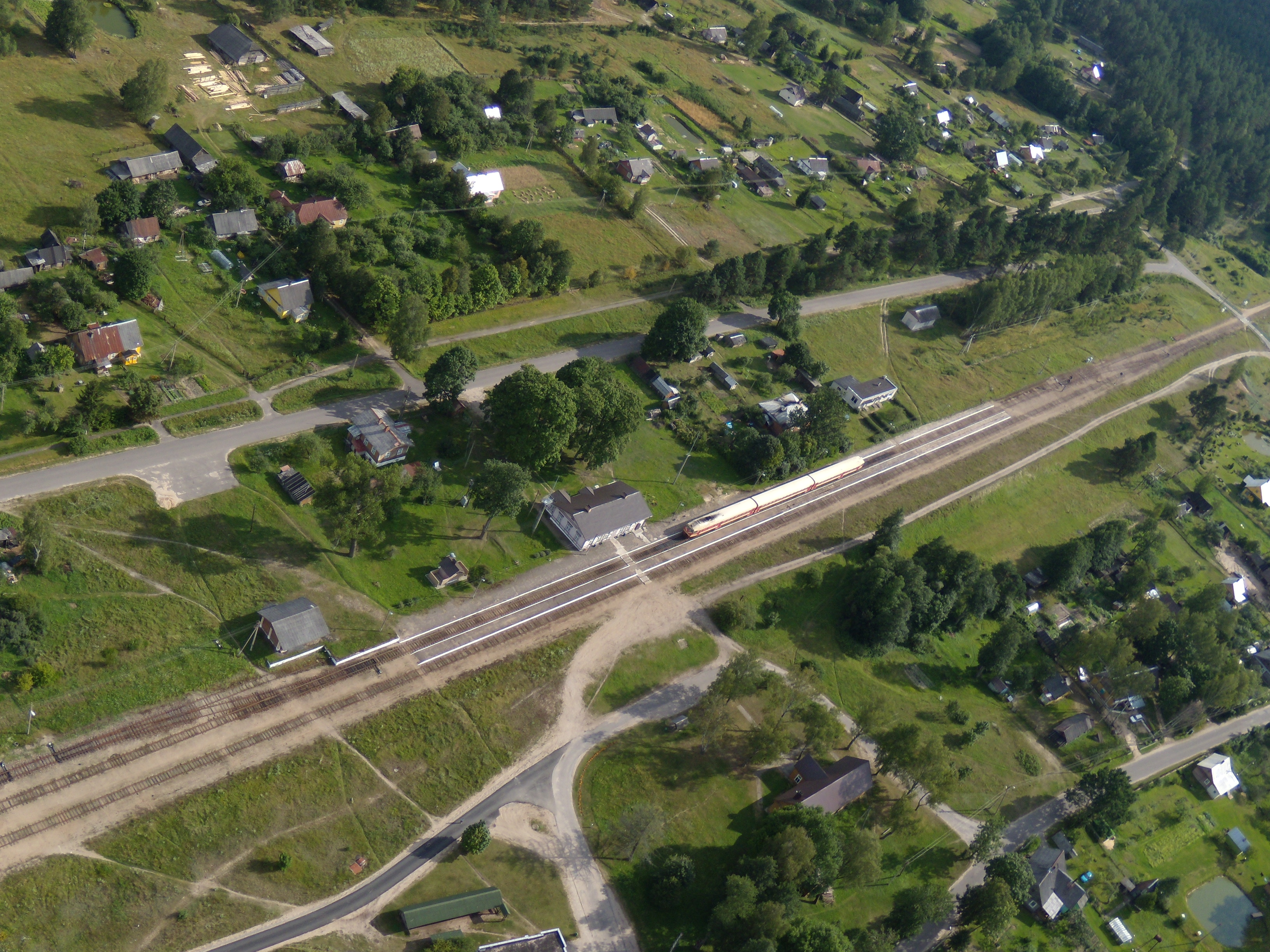
Вид станции Марцинконис с высоты птичьего полёта

Первые упоминания о поселениях в местных лесах датированы 1637 годом. В 1770 году в Марцинконисе возвели церковь святых апостолов Симона и Иуды Фаддея, которая в связи с малолюдностью села и плохой обеспеченностью не имела собственного священника. Рост населения начался во второй половине XIX века в связи со строительством железнодорожной ветки Санкт-Петербург — Варшава. Для её обслуживания в деревне построили одноимённую железнодорожную станцию. В то время вокруг Марцинкониса сельскохозяйственных угодий было мало, большинство его жителей занимались ремёслами (особенно изготовлением деревянных крестов), лесным хозяйством, сбором клюквы и грибов. После оживления торговли, вызванного перевозкой грузов по железной дороге, здесь появились евреи, которые занимались торговлей. С 1896 года в селе начала распространяться литовская пресса.
Начало XX века деревня встретила экономическим ростом: в 1912 году здесь запустили в работу сушилку для грибов, в годы Первой мировой войны для потребностей немецкой армии начали сплавлять местную древесину по реке Котра. Для её отгрузки проложили отдельную узкоколейную ветвь железной дороги, которая эксплуатировалась несколько десятков лет. В период с 1920 по 1939 год Марцинконис находился под польской оккупацией. Этот период отметился этническими преследованиями коренного населения, в 1933 году из-за сноса креста даже произошли беспорядки, которые рассматривал польский сейм. Во времена польской власти в Марцинконисе работали два кооператива (польский и литовский).
В советский период деревню сначала включили в состав Белорусской ССР (1939—1940), однако уже 3 августа 1940 года подчинили Литовской ССР. В годы Второй мировой войны Марцинконис вошёл в зону немецкой оккупации: в сентябре 1941 года около 600 евреев из Марцинкониса и Варены были убиты в местном лесу, весной 1942 года организовано марцинконисское гетто. По завершении войны в окрестностях деревни до 1946 года хозяйничали литовские партизаны. Сопротивление советской власти привело к чисткам среди местного населения: в период с 1944 по 1953 год 103 крестьянина были перемещены. Ещё в период немецкой власти в деревне открыли начальную школу, которая работает и по сей день. Советский период отметился медленным экономическим ростом. Так, в 1957 году здесь организовали Марцинконисское лесничество, которое поставляло древесину варенским лесоперерабатывающим предприятиям вплоть до получения Литвой независимости в 1990 году. После короткого периода экономического упадка деревня восстановила своё благосостояние. В XXI веке основу местной экономики составляют лесоводство и сельский туризм.

## Описание
Марцинконис расположен в лесистой местности, где песчаные континентальные дюны, поросшие соснами, чередуются с открытыми болотами. Климат его окрестностей умеренный с мягкой зимой и прохладным дождливым летом. На западе населённого пункта протекает река Груда. В окрестностях населённого пункта расположен Дзукийский национальный парк и природный заповедник Чепкеляй. Руководство обоими учреждениями осуществляет единое управление, расположенное в Марцинконисе. Кроме того, от деревни к границе заповедника ведёт туристическая тропа (сам заповедник для посещения закрыт).
Город Меркине находится в 22 км от Марцинкониса, районный центр Варена — в 21 км. К железнодорожным станциям в Варене, Меркине и Друскининкае из деревни ведут асфальтированные дороги, кроме того, непосредственно железной дорогой оно связано с Вареной, Вильнюсом и Гродно.
Большинство жителей заняты в сфере лесоводства и туризма. В Марцинконисе действуют общеобразовательная школа, амбулатория, почта, аптека и гостиница. Сфера культуры представлена библиотекой и домом культуры, в котором работает этнографический ансамбль (основан в 1973 году) и юмористический кружок. Деревня богата объектами туристической инфраструктуры. Информационный центр Дзукийского национального парка предлагает прокат велосипедов и каяков. Администрацией заповедника Чепкеляй в 1996 году создан музей природы, экспозиции которого рассказывают о местных животных, а живые экспонаты можно увидеть в местном филиале зоопарка им. Тадаса Иванаускаса. Также в деревне с 1994 года действует этнографический музей. К культовым местам Марцинкониса относят готическую церковь святых апостолов Симона и Иуды Фаддея, в которой сохранились старинные иконы, скульптура и колокол, а также два места массовых захоронений: кладбище жертв нацизма и кладбище литовских партизан.

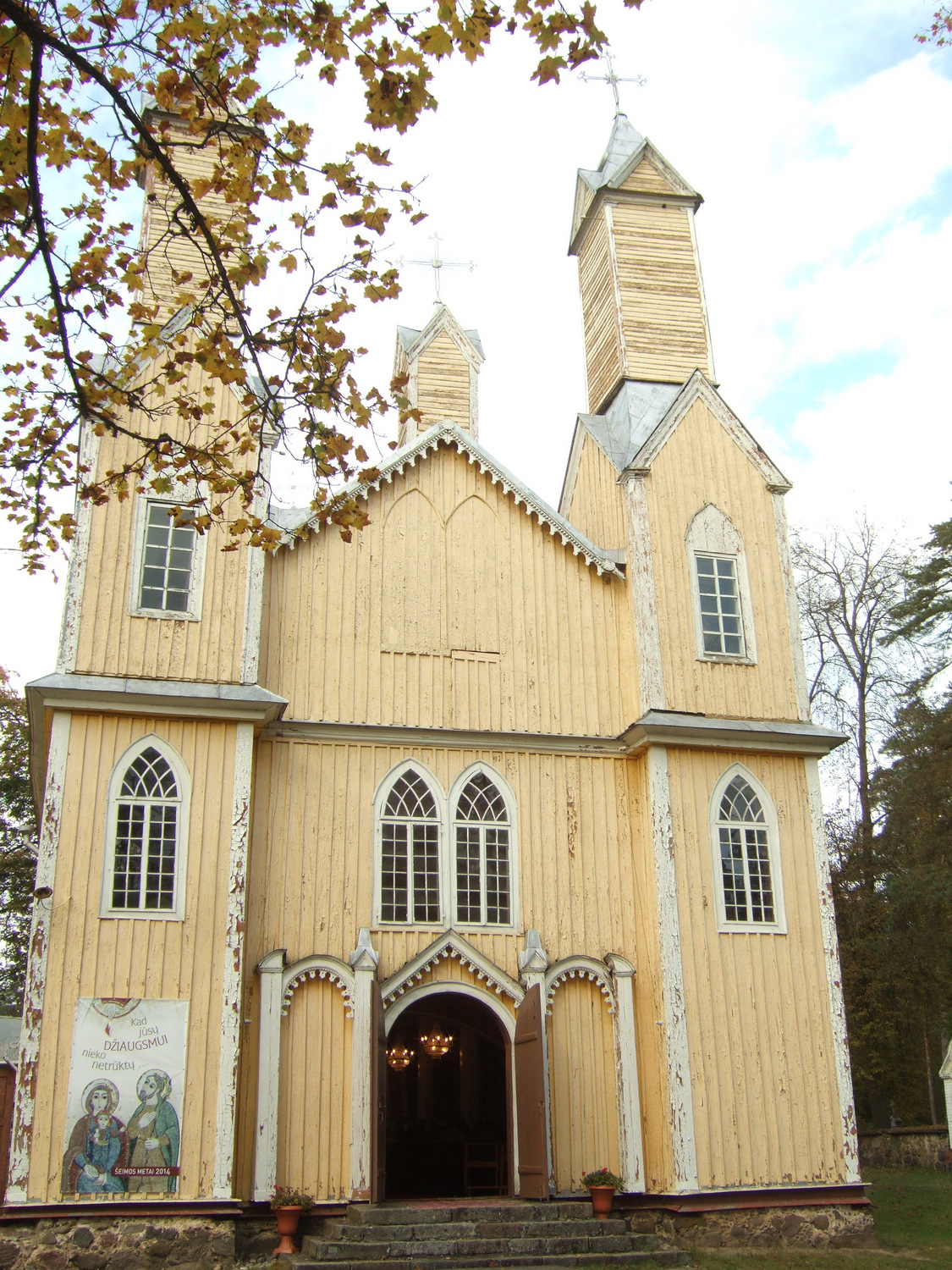
Церковь святых апостолов Симона и Иуды Фаддея
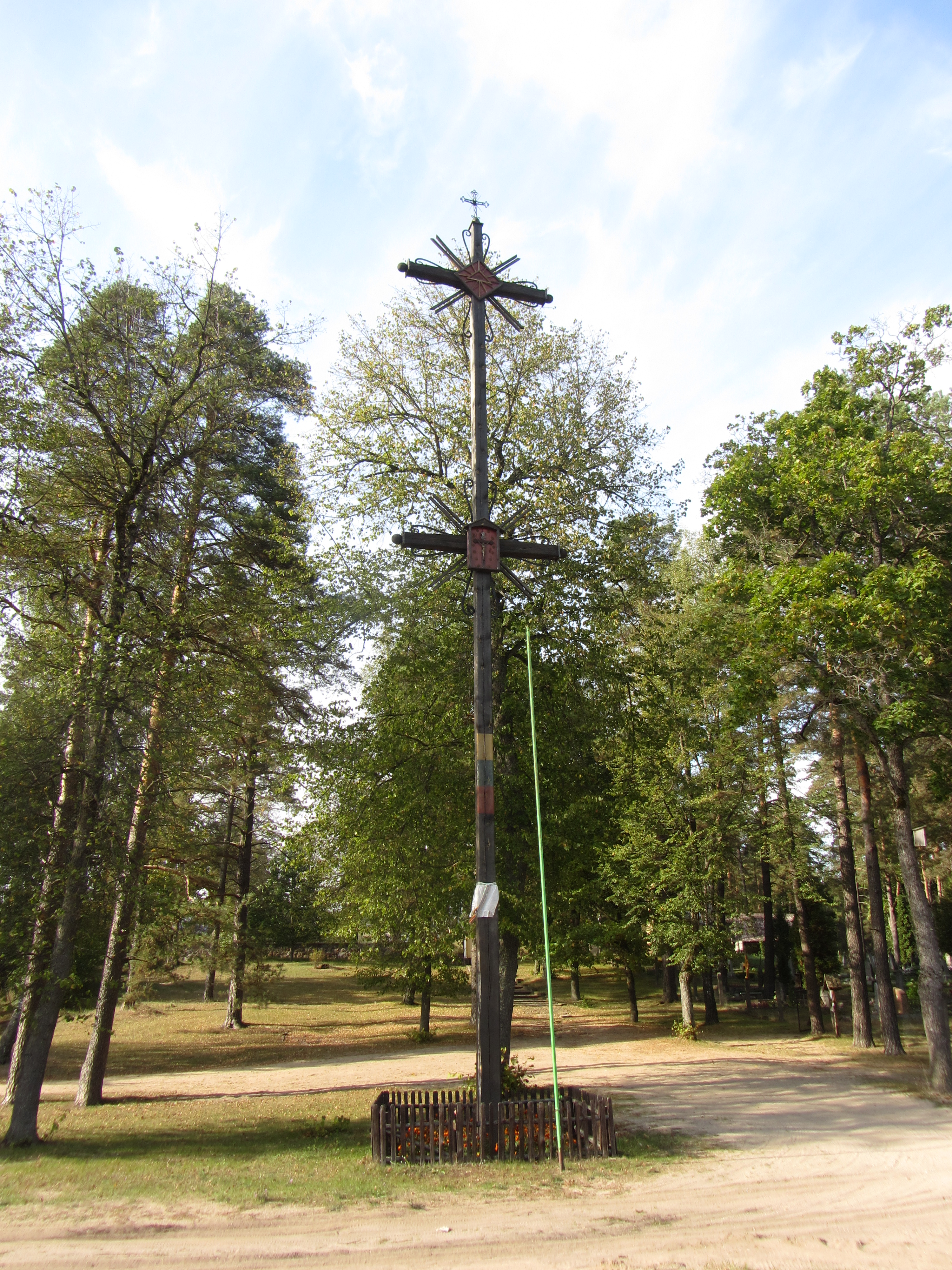
Памятный крест
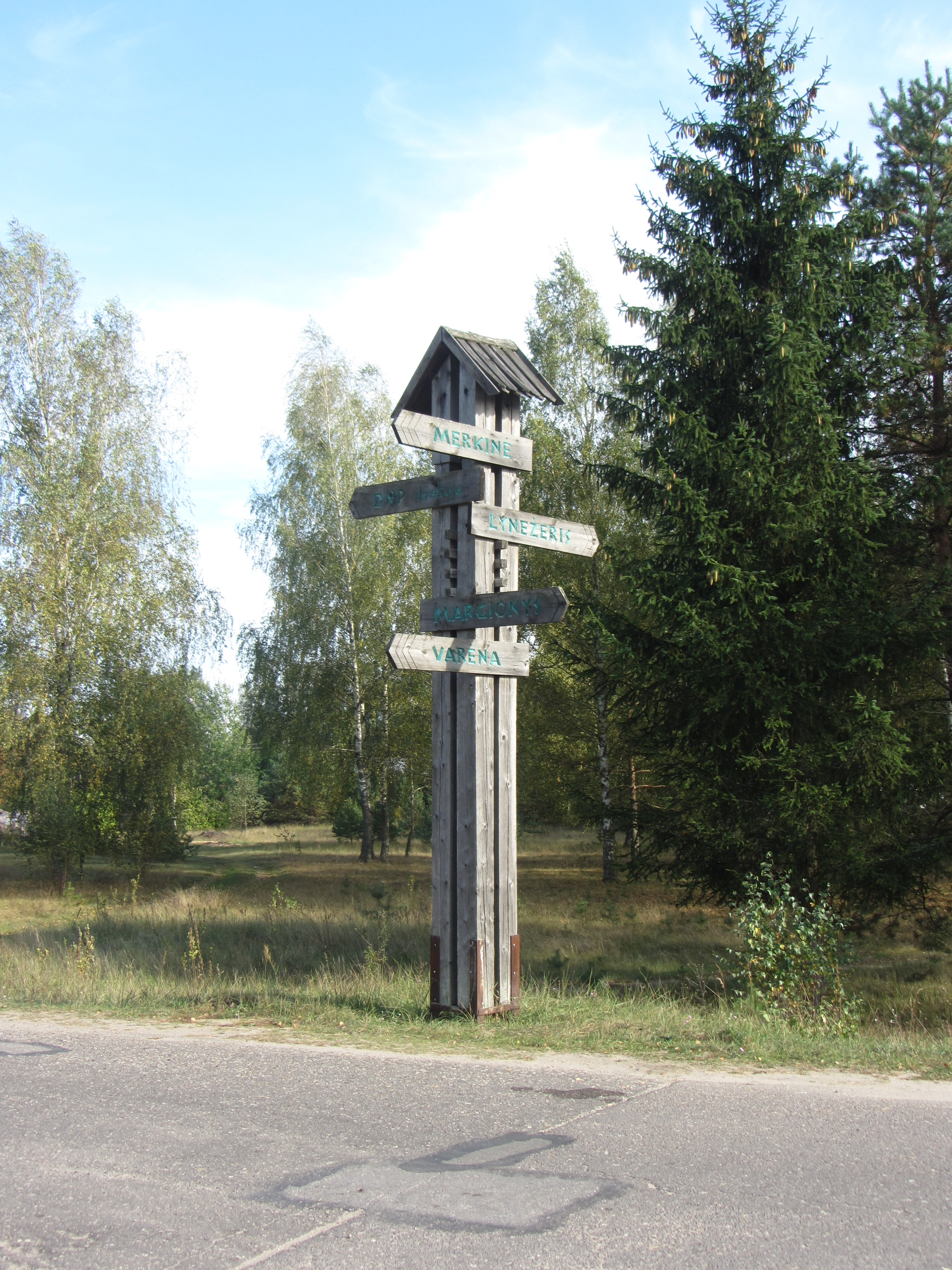
Дорожный указатель
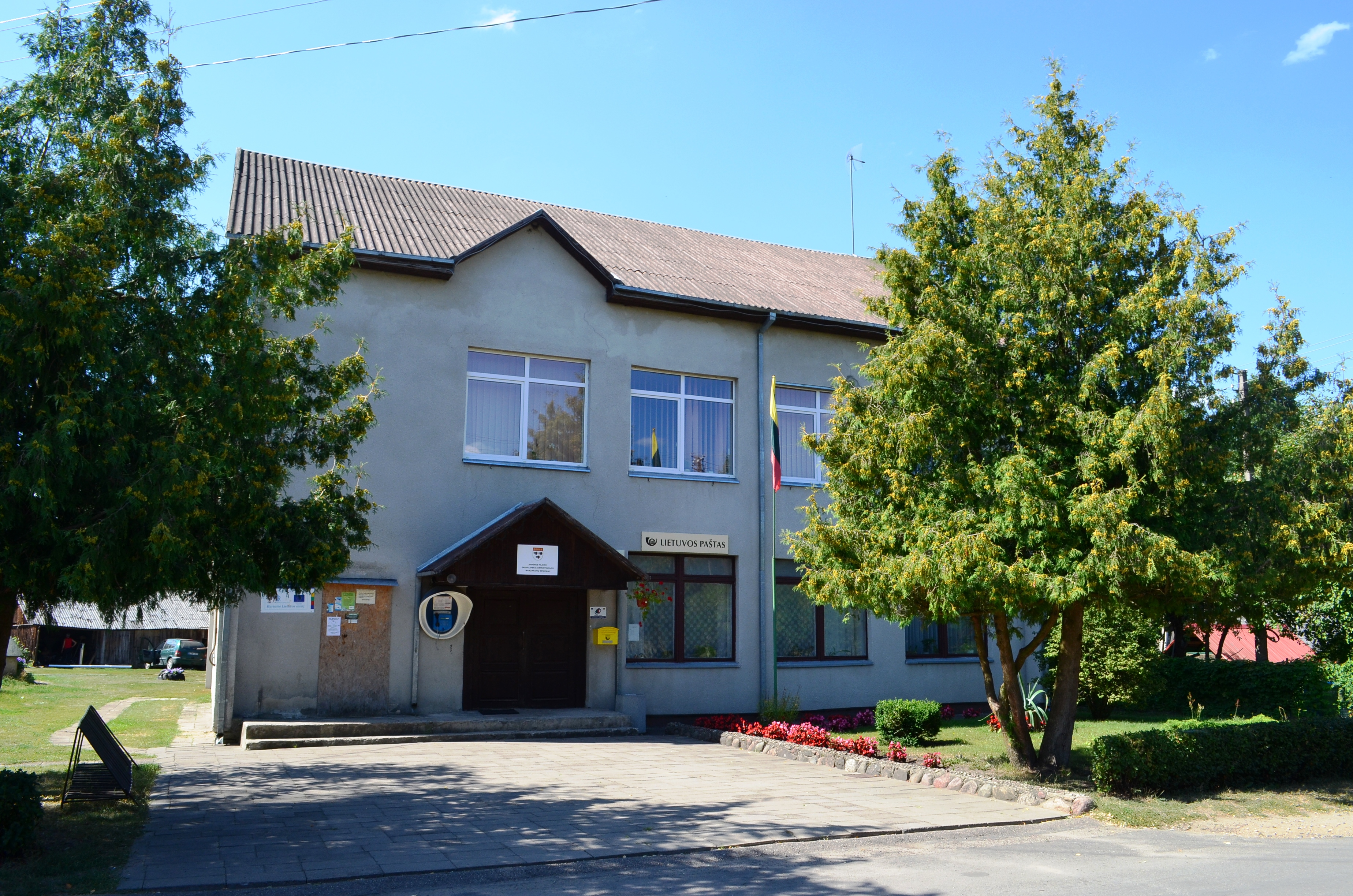
Здание почты
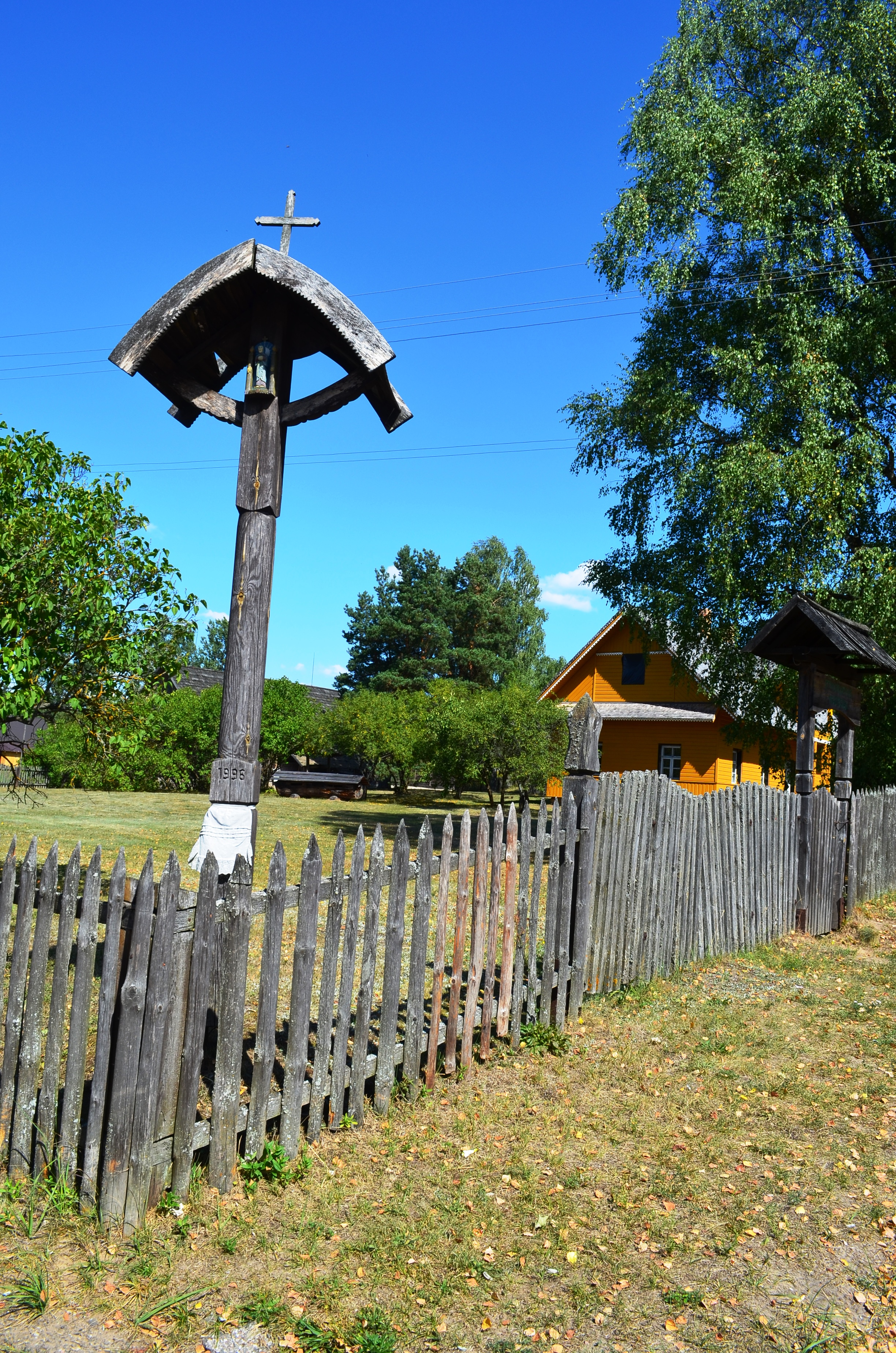
Экспозиция этнографического музея
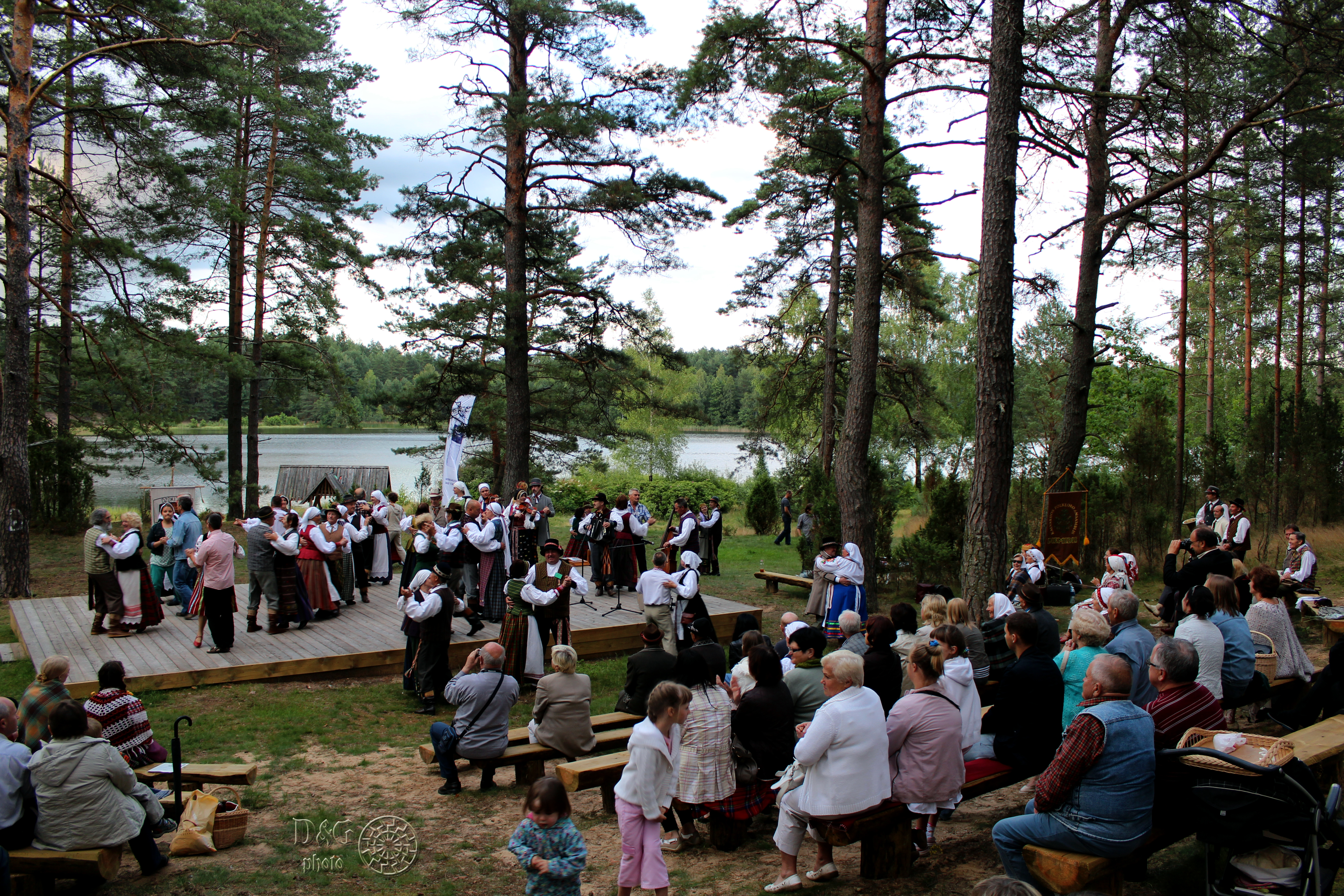
Сельский фестиваль

## Население
| 1861                           | 1897 | 1959 | 1970 | 1979 | 1980 | 1986 | 1989 | 2001 | 2011 |
| ------------------------------ | ---- | ---- | ---- | ---- | ---- | ---- | ---- | ---- | ---- |
| 389                            | 988  | 1223 | 1111 | 1080 | 975  | 858  | 835  | 765  | 640  |
| Гистограмма динамики населения |      |      |      |      |      |      |      |      |      |

## Известные жители и уроженцы
- Альбинас Марчинскас — доктор экономических наук, профессор;
- Вацлавас Чиочис — математик, доктор физических наук, родился в Марцинконисе;
- Йонас Григас — доктор физико-математических наук, член Академии наук Литвы, профессор, учился в местной школе.